# North Anson

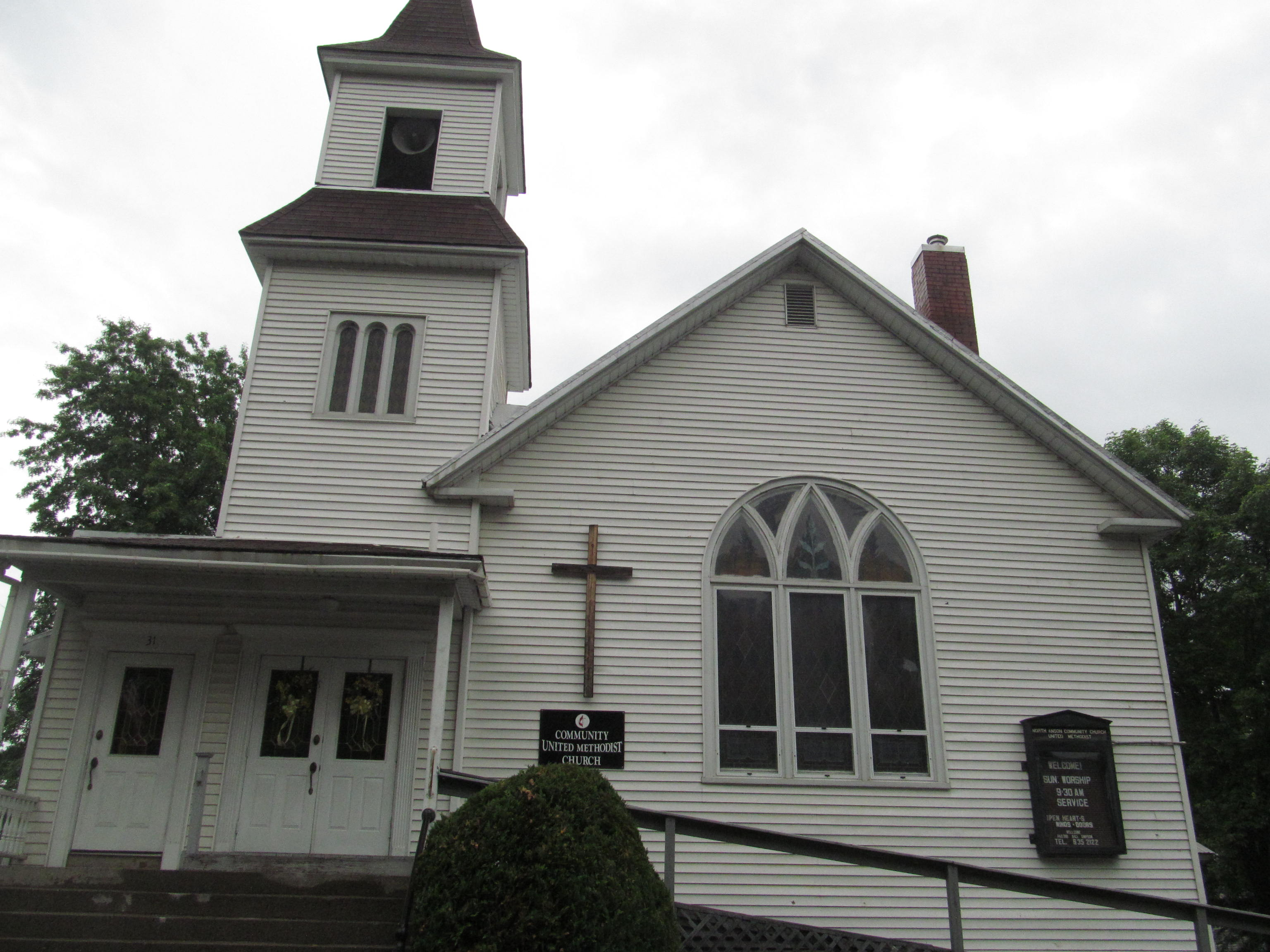
Kirche in North Anson

North Anson ist eine Siedlung und ein  Census-designated place innerhalb des Gebietes der Town Anson im Somerset County des Bundesstaates Maine in den Vereinigten Staaten.
Zwischen 1845 und 1855 war North Anson eine eigenständige Town, die aus dem Gebiet von Anson heraus organisiert wurde. Dies wurde im Jahr 1855 aufgehoben und North Anson wurde wieder Teil der Town Anson. Mit dem „Union Advocate“ besaß North Anson eine wöchentlich erscheinende Lokal- und Kreiszeitung, die jeden Mittwoch von Albert Moore & Son herausgegeben wurde. In North Anson befand sich auch die Ansons Academy.
Zwei Brände zerstörten in den Jahren 1863 und 1913 große Teile von North Anson. Dennoch besitzt North Anson eine kleinere Innenstadt mit Geschäftsgebäuden, Kirchen, Postamt und mit der Stewart Public Library auch eine Bücherei.

## Persönlichkeiten
- Ben Foster (1852–1926), Maler